# Niccolò Gherardini
Niccolò Gherardini (Florença, 4 de março de 1604 – Florença, 5 de maio de 1678) foi um biógrafo italiano, autor da obra Vita di Galileo Galilei (1653-54), sobre a vida pública e privada do cientista Galileu Galilei.

## Biografia[2]
Filho de Francesco e Faustina Popoleschi, foi o último do ramo florentino da antiga e nobre família dos Gherardini de Montagliari. Sua mãe Faustina era filha de Silvestro e de Ginevra de Carlo Barberini, avô de Maffeo Barberini, o futuro Papa Urbano VIII. Formado em direito, foi para Roma para exercer a profissão de advogado e provavelmente compareceu ao tribunal dos parentes de Barberini, que lhe deram a oportunidade de conhecer Galileu Galilei na ocasião do julgamento em 1633, que terminou com a sentença e domicílio forçado em Arcetri. Gherardini, como ele mesmo conta, para permanecer próximo ao cientista pisano e por estar cansado da vida curial, foi designado para a Chiesa di Santa Margherita a Montici, já sob o patrocínio dos Gherardini, no território de Arcetri. Sua amizade com a família Galilei é testemunhada pelas cartas da filha do cientista, irmã Maria Celeste (nascida Virginia Galilei), escritas em Arcetri em 3 e 15 de outubro e em 12-13 de novembro de 1633, endereçadas a seu irmão.
Após a morte de Galilei, Gherardini retornou a Roma por um período, até finalmente se estabelecer em Florença em 1642, com o título de cânone da catedral.
Entre 1653 e 1654 compôs a biografia Vita del signor Galileo Galilei com uma introdução autobiográfica. O outro biógrafo contemporâneo de Galilei, Vincenzo Viviani, baseou-se em seu trabalho em relação ao período de Pádua.
A obra biográfica de Gherardini diz respeito principalmente ao período dos ensinamentos de Galilei em Pádua e tem como objetivo aprimorar acima de tudo as virtudes cristãs de Galilei, dando uma representação acima de tudo como um "filósofo" em oposição ao "matemático" menor.
Como Acadêmico della Crusca e da Academia Florentina, Gherardini compôs uma opereta sobre a história de sua família.